# میرزا قلیچ بیگ
میرزا قلیچ بیگ معروف به شمس العلماء 
(به سندی: شمس العلما مرزا قليچ بگ) (زاده ۷ اکتبر ۱۸۵۳ – درگذشته ۳ ژوئیه ۱۹۲۹) یک سیاست‌مدار، مترجم، نویسنده، ادیب و دانشور برجستهٔ گرجی و تأثیرگذار در ادبیات سندی بوده‌است.
نیاکان او از گرجستان به ترکیه مهاجرت کرده، از آنجا به ایران، و پس از توقف کوتاهی در ایران، به ایالت سند پاکستان رفته و در شهر حیدرآباد ساکن شدند.
داستان زندگی او در کتاب «داستان یک گرجی فرزانه از قفقاز تا سند» نوشتهٔ «مهرافروز میرزاحبیب» از سوی انتشارات دانشگاه آکسفورد به انتشار رسیده است که ترجمهٔ فارسی آن نیز توسط «سینا توسلی» و از سوی «مجمع ذخائر اسلامی» در سال ۱۳۹۳ در قم منتشر شده‌است.

## زندگی‌نامه
میرزا قلیچ بیگ فرزند میرزا فریدون بیگ گرجی، در سال ۱۸۵۳ میلادی در محلهٔ تندوتهورو حیدرآباد در سند پاکستان زاده شد.
او در ابتدا تحصیلات خود را نزد پدر آغاز کرد و سپس نزد علما زبان‌های فارسی و عربی را فرا گرفت. زبان‌های سندی و سرائیکی زبان مادری اهالی سند بود و او این دو زبان را بدون استاد یاد گرفته بود؛ ولی زبان انگلیسی را در مراکز آموزشی شهر حیدرآباد یاد گرفت.
میرزا قلیچ بیگ تمام عمر خود را در استیلای انگلیس‌ها بر سند سپری کرد و یکی از چند فردی بود که در دولت انگلیس مسئولیت سنگینی بر عهده داشت. در کنار کارهای طاقت فرسای دولتی از کارهای ادبی، سخنوری، پژوهشی و ترجمه غافل نماند و نزدیک به ۴۵۷ جلد کتاب تألیف و ترجمه نمود. شمس العلماء میرزا قلیچ بیگ اولین کسی است که در سرزمین سند متون فارسی را به زبان‌های یاد شده برگرداند تألیف و ترجمه نموده ولی از ۴۵۷ جلد آثار او تنها هفت اثر به چاپ رسیده است که هیچ‌کدام به زبان فارسی نیست.
قلیچ بیگ بعد از یک زندگی بسیار موفق که در آن کارهای علمی و پژوهشی بسیار ارزشمند کرده بود، در سال ۱۹۲۹ میلادی در محل زادگاه خود درگذشت و در همین محل دفن گردید. اکنون مزار وی مرجع فرهیختگان علم و دانش می‌باشد.

## کتاب‌ها
میرزا قلیچ بیگ ۴۵۷ جلد کتاب (نمایشنامه، پژوهش نامه، رمان و تاریخ) به زبان‌های سندی، سرائیکی، فارسی، عربی، انگلیسی و اردو تألیف و ترجمه نموده است ولی از این میان تنها هفت اثر به چاپ رسیده است که هیچ‌کدام به زبان فارسی نیست.
میرزا قلیچ بیگ غزل های میرزا خسرو بیگ گرجی را جمع آوری کرد و به همراه غزلیات دیگر گرجیان پارسی گوی سند در کتاب "گرجی‌نامه" گرد آوری نمود.